# شلوة
الشلوة أو المِسماح (باللاتينية: Malcolmia) جنس نباتي يتبع الفصيلة الصليبية ويضم حوالي ثلاثين نوعا مقبولا وحوالي عشرة أنواع لم يحسم أمرها بعد. ينمو بعضها في الوطن العربي.

## من أنواعهاالواطنةفي الوطن العربي
- الشلوة الإفريقية (باللاتينية: Malcolmia africana) في بلاد الشام والمغرب العربي والقوقاز وبعض مناطق أوروبا
- الشلوة البهبودية (باللاتينية: Malcolmia behboudiana) في بلاد الشام والجزيرة العربية[3]
- الشلوة الجميلة (باللاتينية: Malcolmia pulchella) في بلاد الشام
- الشلوة الخيوسية (باللاتينية: Malcolmia chia) في بلاد الشام وقبرص وتركيا واليونان وكرواتيا
- الشلوة رباعية ؟؟ (باللاتينية: Malcolmia tetracmoides) في بلاد الشام
- الشلوة القزمة (باللاتينية: Malcolmia pygmaea) في بلاد الشام